# Classe Granatiere
Le unità navali della classe Granatiere erano ex cacciatorpediniere della Regia Marina appartenenti alla Classe Soldati che, sopravvissute alla seconda guerra mondiale, entrarono a far parte nel dopoguerra della Marina Militare.
Le due unità i cui nomi erano Granatiere e Carabiniere prestarono servizio rispettivamente fino al 1958 e fino al 1965.

## Granatiere
Il Granatiere venne rimodernato a più riprese dapprima nel 1948-49 e poi, in maniera più approfondita, nel 1952-1953 e con l'entrata dell'Italia nella NATO ebbe la matricola D 550 in sostituzione della vecchia sigla identificativa GN che fino ad allora lo aveva contraddistinto.
Il 26 ottobre 1954 la nave presenziò al ritorno di Trieste all'Italia, insieme all'incrociatore Duca degli Abruzzi e ai cacciatorpediniere Artigliere e Grecale, che fu la prima unità della Marina Militare ad entrare nel Porto di Trieste, con la folla festante che salì a bordo delle unità navali per manifestare la grande gioia agli equipaggi per il ritorno all'Italia.
Dopo essere stato riclassificato fregata nell'ultima parte della sua vita operativa, nel 1958 il Granatiere fu posto in riserva, quindi disarmato e radiato nel corso dello stesso anno per essere poi demolito nel 1960
Il nome è stato poi ereditato da un pattugliatore di squadra della classe Soldati, che fin quando rimase in servizio ebbe matricola F 585, poi radiato insieme al resto della classe.

## Carabiniere
Il Carabiniere, in seguito all'entrata dell'Italia nella NATO ebbe D 551 come nuovo distintivo ottico in sostituzione della vecchia sigla identificativa CB che fino ad allora lo aveva contraddistinto e sottoposto nuovamente a lavori di riammodernamento nel periodo 1953-54, nel 1958 venne riclassificato fregata.

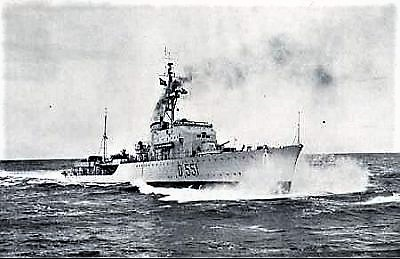
Il Carabiniere

Dopo essere stato riclassificato nel 1960 "Nave Esperienza" con il nuovo distintivo ottico A 5314, ha ricoperto tale compito fino al disarmo, avvenuto il 18 gennaio 1965. Durante tale periodo sull'unità venne a lungo testato il cannone OTO Melara da 76/62 mm tipo MMI, che avrebbe trovato posto sulle unità della Marina Militare realizzate negli anni sessanta.
Dopo il disarmo il Carabiniere venne usato come bersaglio per gli Incursori al Varignano sino ai primi anni settanta, quando fu sostituito in tale compito dalla fregata Altair.
La nave, dopo essere stata ormeggiata in attesa della demolizione, nel marzo del 1978 venne venduta per la demolizione ad un cantiere di Ortona; appena iniziato il rimorchio per il trasferimento al cantiere, a causa del mare mosso e delle numerose falle che nel frattempo si erano aperte, iniziò ad imbarcare acqua poco al di fuori della diga foranea di La Spezia; si tentò di rimorchiarla nuovamente verso la riva, ma si abbatté sul fianco di dritta ed affondò, restando comunque per la maggior parte emergente.
Dopo essere stato recuperato, nei mesi successivi all'affondamento, il relitto del Carabiniere venne demolito in un cantiere spezzino.